# シャーロット・ストラット (初代レイリー女男爵)
初代レイリー女男爵シャーロット・メアリー・ガートルード・ストラット（英語: Charlotte Mary Gertrude Strutt, 1st Baroness Rayleigh、旧姓フィッツジェラルド（FitzGerald）、1758年5月29日 - 1836年9月13日）は、イギリスの貴族。

## 生涯
初代リンスター公爵ジェームズ・フィッツジェラルドと妻エミリー（第2代リッチモンド公爵チャールズ・レノックスの娘）の娘として、1758年5月29日に生まれた。
1789年2月23日、ジョセフ・ホールデン・ストラット（1758年11月211日 – 1845年2月18日）と結婚、2男2女をもうけた。
- エミリー・アン（1790年1月24日 – 1864年12月14日[3]）
- ジョン・ジェームズ（1796年1月30日 – 1873年6月14日） - 第2代レイリー男爵[1]
- シャーロット・オリヴィア（1798年1月5日 – 1897年1月31日） - 1841年1月19日、ロバート・ドラモンド（Robert Drummond、1883年4月14日没、アダム・ドラモンドの息子）と結婚[3]
- ウィリアム・ヘンリー（1800年 – 1805年[2]）

1821年7月18日、夫の軍務における功績により、連合王国貴族であるエセックス州におけるターリング・プレイスのレイリー女男爵に叙された。爵位の継承権は初代女男爵と夫ジョセフ・ホールデン・ストラットの間の男系男子に与えられた。
1836年9月13日にバースで死去、23日にターリングで埋葬された。息子ジョン・ジェームズが爵位を継承した。